# Бидзэн (провинция)

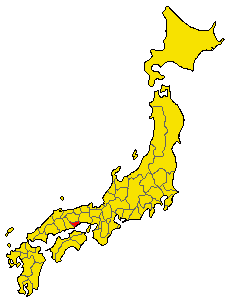
Провинция Бидзен (выделена красным цветом)

Бидзэн  (яп. 備前国 бидзэн но куни, страна Бидзэн) — историческая провинция Японии в регионе Тюгоку на западе острова Хонсю. Соответствует восточной части современной префектуры Окаяма.
Издавна Бидзэн была составной государства Киби (吉備国), в VII веке была поделена монархами Ямато (Древнее название Японии) на три административных единицы — Бинго (備後, «заднее Киби»), Биттю (備中, «среднее Киби») и Бидзэн (備前, «переднее Киби»).
В разные времена Бидзэн славились своими ремесленниками — гончарами, производившими керамические изделия в стиле «бидзэн-яки», и кузнецами оружейными, ковавшими одни из лучших мечей в Японии.
С 15 по 16 века провинция Бидзэн принадлежала поочередно родам Акамацу, Ямана, Ураками и Укита. В XVII веке Токугава Иэясу передал провинцию Кобаякава Хидэаки за его помощь в битве при Сэкигахара. Но поскольку у Кобаякавы не было наследника, в 1602 по его смерти Бидзэн перешла к роду Икэда. Этот род, который правил также соседним Битти, владел землями провинции до 1868 года.
В 1871 году, в результате административной реформы правительства, на основе провинции Бидзэн была образована префектура Окаяма. Впоследствии, в 1876 году, в неё была включена провинция Биттю и часть земель провинции Бинго.

## Уезды
- Вакэ (和気郡)
- Иванаси (磐梨郡)
- Оку (邑久郡)
- Акасака (赤坂郡)
- Дзёдо (Камицумити) (上道郡)
- Мино (御野郡)
- Цудака (津高郡)
- Кодзима (児島郡)

## Источник
- 『角川日本地名大辞典』全50巻, 東京:角川書店, 1987-1990 («Большой словарь названий местностей Японии издательства Кадокава» в 50 томах, Токио: Кадокава сётэн, 1987—1990)